# Monareczka podbielana
Monareczka podbielana, monarka podbielana (Symposiachrus everetti) – gatunek małego ptaka z rodziny monarek (Monarchidae). Występuje endemicznie na indonezyjskiej wyspie Tanah Jampea, drugiej co do wielkości z grupy wysp Selayar na Morzu Flores. Środowisko życia to lasy i tereny krzewiaste. Gatunek ten jest zagrożony wyginięciem.

## Taksonomia
Gatunek ten opisał w 1896 roku niemiecki ornitolog Ernst Hartert, nadając mu nazwę Monarcha everetti. W 2009 roku gatunek został przeniesiony z rodzaju Monarcha do Symposiachrus. Nie wyróżnia się podgatunków.

## Morfologia
Długość ciała 14 cm. Obie płcie są do siebie podobne. Upierzenie bardzo wzorzyste. Czarna głowa, pierś i górna część ciała z białym podogoniem, kuprem i dalszą połową zewnętrznych piór ogona. Młode osobniki bardziej szare i brązowe, z lub bez rdzawego kupra.

## Występowanie
Występuje endemicznie na wyspie Tanah Jampea wchodzącej w skład wysp Selayar położonych na Morzu Flores, na południe od Celebesu. Zasięg występowania to 280 km².
Występuje pojedynczo lub w parach w lasach, namorzynach i zaroślach na nizinach i pogórzu. Unikalny w swoim niewielkim zasięgu. Nie migruje.

## Pożywienie
Niewiele znanych szczegółów na temat diety tego ptaka. Żywi się głównie małymi bezkręgowcami. Zwykle żeruje w parach lub grupach, często w stadach mieszanych gatunków.

## Status i zagrożenia
W Czerwonej księdze gatunków zagrożonych Międzynarodowej Unii Ochrony Przyrody (IUCN) gatunek został zaliczony do kategorii EN (ang. Endangered – zagrożony).
Zajmuje bardzo mały obszar na jednej wyspie, a zatem jego całkowita populacja jest niewielka. Liczbę dojrzałych osobników szacuje się na 600–1700, wszystkich na 1000–2500. Trend populacyjny jest spadkowy, jednak obszar występowania nie jest poważnie rozdrobniony. Podejrzewa się, że gatunek ten zanika w umiarkowanym tempie. Prawdopodobnie najliczniejszy jest w lasach, ciągła degradacja siedlisk leśnych i związany z tym spadek populacji kwalifikuje ten gatunek jako zagrożony wyginięciem.
Głównym zagrożeniem jest prawdopodobnie wylesianie. We wrześniu 1993 r. nawet połowa wyspy była zalesiona, chociaż wszystkie lasy były intensywnie wycinane. Stosunkowo duże ilości drewna były nadal pozyskiwane w celu zaspokojenia potrzeb osadniczych i budowlanych ludności wyspy. Dalszy wzrost pozyskania drewna na dużą skalę ma poważne konsekwencje dla gatunku.